# Timecode (film)
Timecode  è un film del 2000, inedito in Italia, diretto dal regista inglese Mike Figgis.
Film sperimentale e innovativo. Si narrano quattro storie drammatiche che si svolgono sullo schermo, diviso sperimentalmente in altrettante parti. Scalpore ha suscitato il bacio saffico tra Salma Hayek e Jeanne Tripplehorn.

## Trama
La moglie di un produttore lo sta lasciando. Questi sta avendo una storia con un'aspirante attrice che è innamorata di una donna.